# Boldon Colliery
Boldon Colliery – osada w Anglii, w Tyne and Wear, w dystrykcie metropolitalnym South Tyneside. W 2011 miejscowość liczyła 9227 mieszkańców.